# José Esteban Montiel Gómez
José Esteban Montiel (Ogíjares, Granada, 20 de setembre de 1962) és un atleta espanyol especialitzat en marató. La seva millor marca és de 2h 11m 04s (Londres, 1990)
El 14 de maig de 1989 va vèncer en la 3a cursa de la 2a edició de l'Adidas-Kas invertint 59m 39s als 20 km del recorregut.
El 15 d'octubre del mateix any va aconseguir la seva millor marca a la marató de San Sebastià arribant a la meta en un temps de 2h 10m 50s. Això no obstant, malgrat que aquesta marca suposava una nova plusmarca espanyola en aquesta distància(en possessió fins a aquest moment de Santiago de la Parte amb 2h 11m 10s) va ser invalidada posteriorment per haver-se realitzat un mesurament erroni del recorregut que va resultar ser 462 metres més curt del reglamentari.
Tornà a baixar aquest temps a la marató de Londres del 22 d'abril de 1990 ocupant el 4t lloc amb un registre de 2h 11m 04s, però no va ser suficient per obtenir la plusmarca en acabar 3r amb 2h 10m 48s el toledà Juan Francisco Romera.
A l'estiu del 1990 va representar a la selecció espanyola al Campionat d'Europa d'atletisme de Split Iugoslàvia fent un 5è lloc amb un registre de 2h 17m 51s.
Va tornar a Londres el 21 d'abril de 1991 per competir en la Copa del món de marató on va ser el millor espanyol en acabar a la 12a posició amb un temps 2h 11m 59s.
Va competir als Jocs Olímpics d'Estiu de 1992 finalitzant a la 32a posició amb una marca de 2h 19m 15s. Poc abans, al mes de juliol, havia fet l'últim trajecte com a portador de la Flama olímpica al seu pas per la ciutat de Granada fins a introduir-la al palau d'esports de la localitat.
El 1994 participà per segona vegada al Campionat d'Europa d'atletisme celebrat a Hèlsinki Finlàndia però no va acabar la carrera.
El 2 d'abril de 1995 va córrer a la marató de París on va signar un registre de 2h 11m 24s el qual li va permetre finalitzar a la sisena posició.
També va fer participacions destacades en proves de mitja marató per exemple la de Bahía de Cádiz en 1991 on acredità 1h 02m 42s.